# Cornelia Pfohl
Cornelia Pfohl (* 23. Februar 1971 in Erlabrunn; verheiratete Cornelia Griem) ist eine deutsche Bogenschützin, die bei vier Olympiateilnahmen zwei Medaillen gewann.
1990 war Cornelia Pfohl die letzte DDR-Meisterin im Bogenschießen. Bei den Weltmeisterschaften 1991 erreichte sie mit der deutschen Mannschaft den elften Platz, bei den Olympischen Spielen 1992 belegte die Mannschaft Platz 10. Ihre erste internationale Medaille gewann sie bei den Europameisterschaften 1994, als sie zusammen mit Barbara Mensing und Sandra Wagner den zweiten Platz hinter dem russischen Team belegte. Bei den Weltmeisterschaften 1995 erreichte die deutsche Mannschaft den vierten Platz, in der Einzelwertung platzierte sich Pfohl auf dem achten Rang.
In den nächsten Jahren gewann Pfohl Medaillen bei allen großen Meisterschaften. Bei den Olympischen Spielen 1996 erreichte die deutsche Mannschaft mit Mensing, Pfohl und Wagner das Finale gegen die Südkoreanerinnen und gewann die Silbermedaille. Bei den Hallenweltmeisterschaften 1997 gewannen Wagner und Pfohl zusammen mit Wiebke Nulle den Titel vor Kasachstan. Bei den Freiluftweltmeisterschaft 1997 erreichte Pfohl das Finale im Einzelwettbewerb gegen die Südkoreanerin Kim Du-Ri und gewann die Silbermedaille. 1998 siegte sie zusammen mit Sandra Sachse und Britta Bühren bei den Freilufteuropameisterschaft, nachdem sie zusammen mit Mensing und Sachse bereits Bronze bei den Halleneuropameisterschaften in Oldenburg erkämpft hatte. 
Bei Pfohls dritter Olympiateilnahme 2000 in Sydney traf die deutsche Mannschaft bereits im Halbfinale auf die Südkoreanerinnen und unterlag, im Kampf um den dritten Platz gewannen Mensing, Pfohl und Sachse gegen das türkische Team. Vier Jahre später 2004 in Athen erreichte Pfohl mit dem 22. Platz ihre beste olympische Einzelplatzierung, mit der deutschen Mannschaft wurde sie Siebte.
Für den Gewinn der Bronzemedaille bei den Olympischen Sommerspielen 2000 wurde sie von Bundespräsident Johannes Rau mit dem Silbernen Lorbeerblatt ausgezeichnet.
Cornelia Pfohl begann ihre Karriere bei der BSG Wismut Aue, wechselte dann aber nach Berlin, wo sie für die BSG Bergmann-Borsig und später für die 1. Berliner Bogenschützen aktiv war. Die gelernte Physiotherapeutin war während ihrer Karriere Angehörige der Bundeswehr.